# Moita (Marinha Grande)
Pour les articles homonymes, voir Moita (homonymie).
Moita est une freguesia portugaise se trouvant dans le District de Leiria.
Avec une superficie de 7,81 km2 et une population de 1 418 habitants (2001), la densité de population de la paroisse s'élève à 181,6 hab/km2.